# Strasburg Rail Road
| Dampflok Nr. 90 östlich von Strasburg |                      |                                     |                                     |
| Streckenlänge: | 7,2 km               |                                     |                                     |
| Spurweite: | 1435 mm (Normalspur) |                                     |                                     |
| |                      |                                     |                                     |
| \| \| \| Lancaster – Coatesville \| \| \| \| 0,0 \| Leaman Place Junction \| 120 m ü. M. \| \| \| \| \| \| \| \| \| Black Horse Road \| \| \| \| 2,3 \| Groff´s Picnic Grove \| 139 m ü. M. \| \| \| \| Cherry Hill Road \| \| \| \| \| Esbenshade Road \| \| \| \| \| Paradise Lane \| \| \| \| \| Depot, Werkstatt \| \| \| \| 5,5 \| Strasburg \| 149 m ü. M. \| \| \| \| Gap Road \| \| \| \| 5,8 \| vom Railroad Museum of Pennsylvania \| vom Railroad Museum of Pennsylvania \| \| \| 6,2 \| \| \| \| \| \| Georgetown Road \| \| \| \| 7,2 \| \| \| \| \| \| \| \| \| Quellen: [1] \| \| \| \| |                      |                                     |                                     |
| Abzweig quer und von rechts |                      | Lancaster – Coatesville             | Lancaster – Coatesville             |
| Bahnhof | 0,0                  | Leaman Place Junction               | 120 m ü. M.                         |
| Brücke |                      |                                     |                                     |
| Bahnübergang |                      | Black Horse Road                    | Black Horse Road                    |
| Bahnhof | 2,3                  | Groff´s Picnic Grove                | 139 m ü. M.                         |
| Bahnübergang |                      | Cherry Hill Road                    | Cherry Hill Road                    |
| Bahnübergang |                      | Esbenshade Road                     | Esbenshade Road                     |
| Bahnübergang |                      | Paradise Lane                       | Paradise Lane                       |
| Abzweig geradeaus und nach links |                      | Depot, Werkstatt                    | Depot, Werkstatt                    |
| Bahnhof | 5,5                  | Strasburg                           | 149 m ü. M.                         |
| Bahnübergang |                      | Gap Road                            | Gap Road                            |
| Abzweig geradeaus und von links | 5,8                  | vom Railroad Museum of Pennsylvania | vom Railroad Museum of Pennsylvania |
| | 6,2                  |                                     |                                     |
| Bahnübergang (Strecke außer Betrieb) |                      | Georgetown Road                     | Georgetown Road                     |
| | 7,2                  |                                     |                                     |
| |                      |                                     |                                     |
| Quellen: |                      |                                     |                                     |

Die Strasburg Rail Road (SRC) ist eine Eisenbahngesellschaft in Strasburg, im U.S.-Bundesstaat Pennsylvania. Sie ist das älteste kontinuierlich betriebene Eisenbahnunternehmen in Pennsylvania. Die Strasburg Rail Road Company wurde 1832 gegründet und bietet heute Ausflugszüge mit historischen Fahrzeugen und reguläre Güterverkehrsdienste an.
Die Bahn verkehrt auf 7,2 km Gleisen zwischen Strasburg und Leaman Place/Paradise und hat dort Verbindung zur Amtrak Linie Philadelphia–Harrisburg. Der Hauptsitz befindet sich außerhalb von Strasburg. Die historischen Züge werden von 300.000 Besuchern pro Jahr genutzt. Ferner befindet sich das Railroad Museum of Pennsylvania direkt am Endpunkt der Strecke in Strasburg und hat einen Gleisanschluss zur SRC. Das Museum nutzt die Gleise der SRC gelegentlich zum Transport von Fahrzeugen.

## Geschichte

### Die ersten Jahre
Die Strasburg Rail Road wurde am 9. Juni 1832 gegründet. Die ersten Züge verkehrten dann ab Dezember 1851. Ursprünglich für den Personen- und Güterverkehr gebaut, verlagerte sich der Schwerpunkt aber zum Güterverkehr, in Verbindung mit der Pennsylvania Railroad. Nach dem Zweiten Weltkrieg verringerte der verbesserte Autoverkehr, den Bedarf an Transportleistung immer mehr. Bis Mitte der 1950er Jahre näherte sich der Bedarf dem Nullpunkt. Im Jahr 1957 wurden die Gleise dann durch eine Reihe von Unwettern zerstört. Die Eigentümer waren damals nicht bereit, in die notwendigen Reparaturen zu investieren.

### Der Wiederaufbau
Während 1957 bei der Pennsylvania Public Utility Commission eine Petition zur Einstellung der Bahn geprüft wurde, vereinten Henry K. Long und Donald E. L. Hallock eine Gruppe von Eisenbahnfreunden mit dem Ziel, die SRC zu retten. 1958 wurde dann eine Aktiengesellschaft gegründet, die Aktien für 450 U.S. Dollar verkaufte. Mit dem Erlös konnte die Bahn dann für 18.000 $ vom Staat Pennsylvania erworben werden. Nach der Reparatur der schlimmsten Unwetterschäden an der Strecke, wurde damit begonnen historische Lokomotiven und Personenwagen aus ganz Nordamerika zu erwerben. Mit der „Old Feed Mill“ (alten Futtermühle) als Bahnhof, konnte die Bahn dann 1958 wieder eröffnet werden. Am 4. Januar 1959 verließ dann der erste Personenzug, seit vierzig Jahren, den Bahnhof Strasburg. Im selben Jahr wurde ein viktorianischer Bahnhof von 1882 in East Petersburg erworben. Er wurde vor Ort abgebaut und in Strasburg wieder errichtet. Am 9. Juni 1982 konnte die SRC ihren 150. Geburtstag feiern.

### Die Neuzeit
Am 26. Mai 2011 bekam die Strasburg Rail Road von der Pennsylvania Historical and Museum Commission, die Auszeichnung Historic Landmark verliehen. 2018 feierte die SRC ihr 60-jähriges Bestehen als Touristenbahn. Heute gilt die Bahn als eines der bedeutendsten Beispiele für die Eisenbahn des frühen 20. Jahrhunderts, in Amerika.

## Bilder

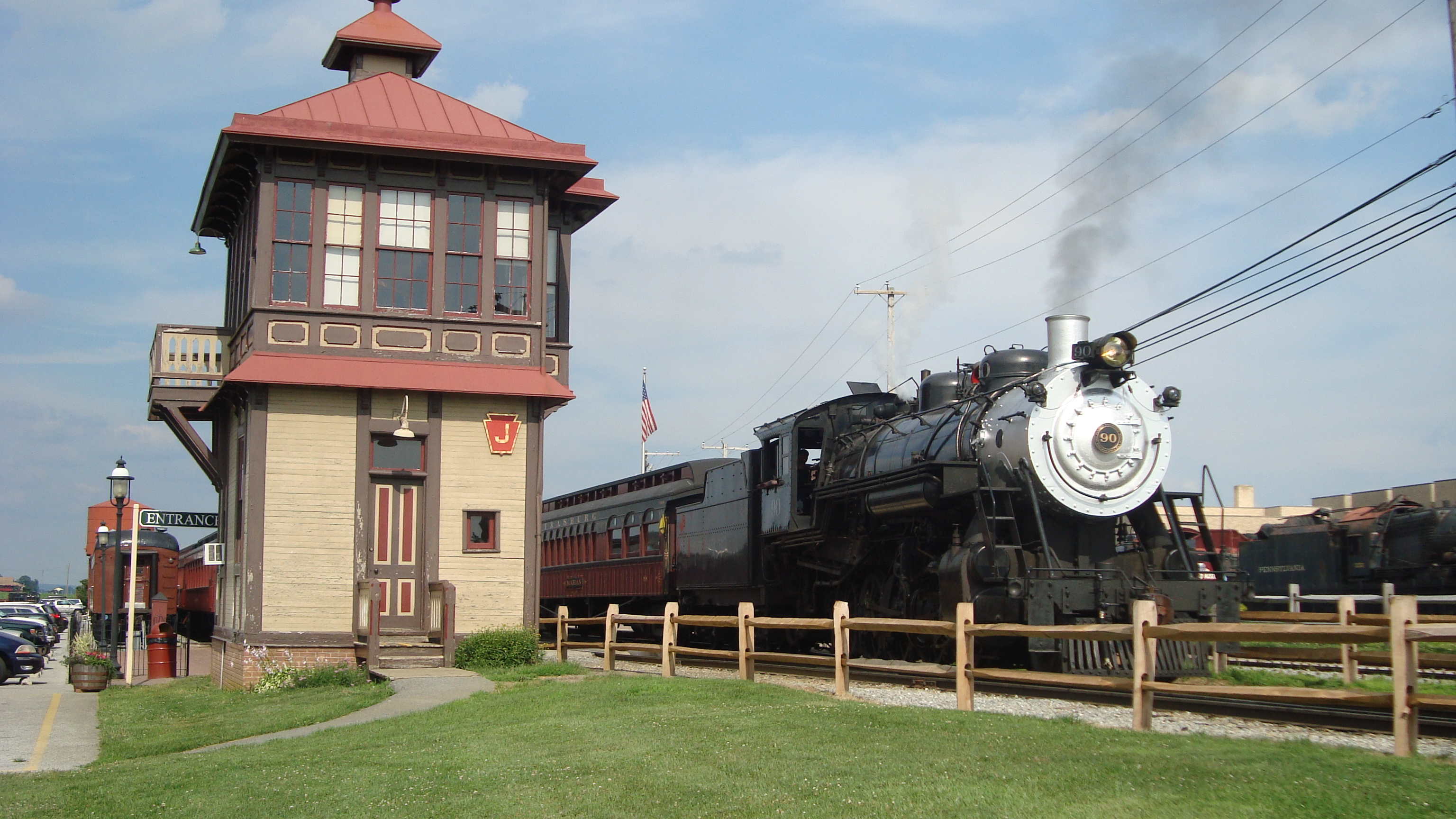
Tower der Strasburg Rail Road
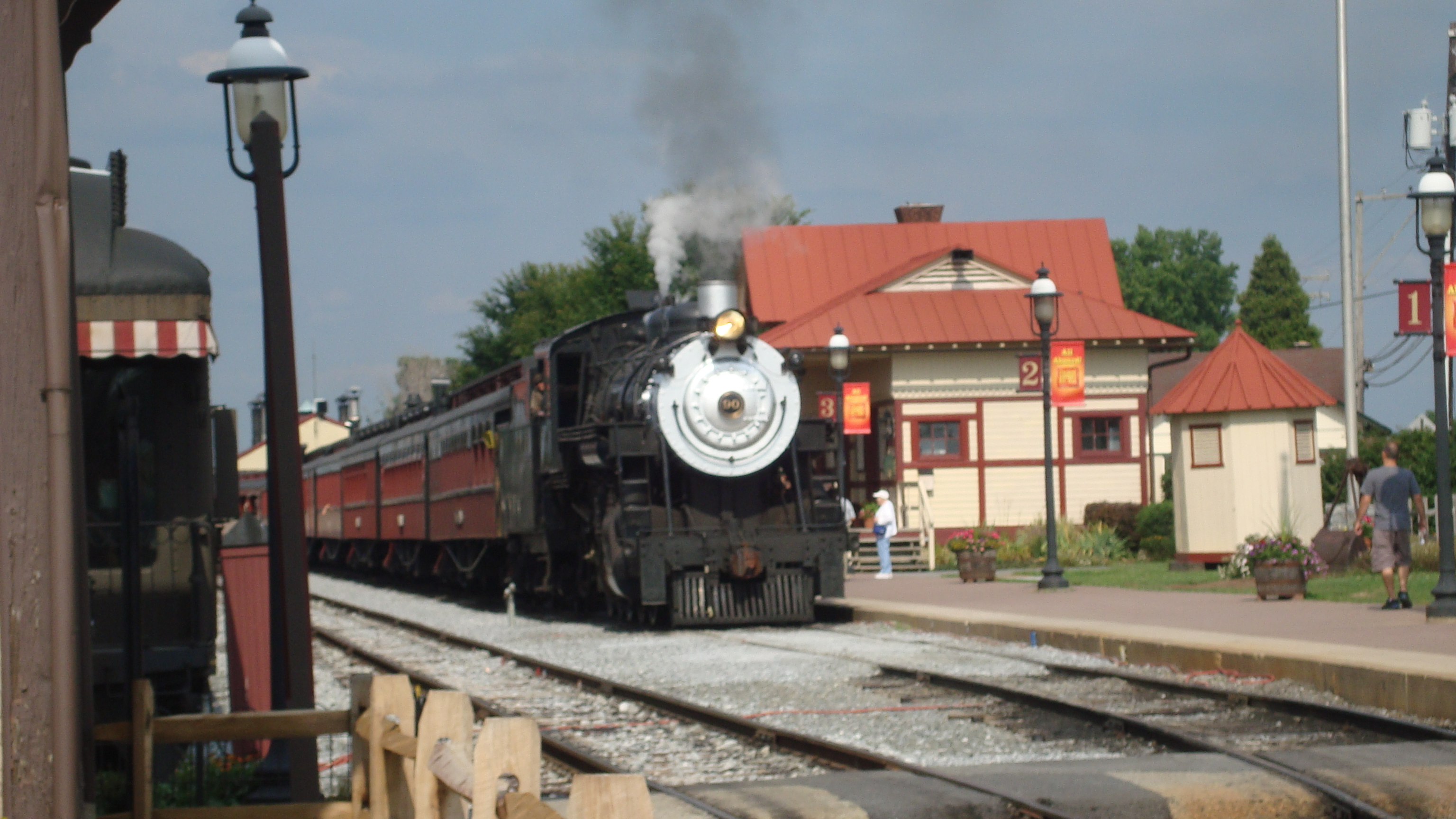
Dampflok Nr. 90 mit ihrem Zug
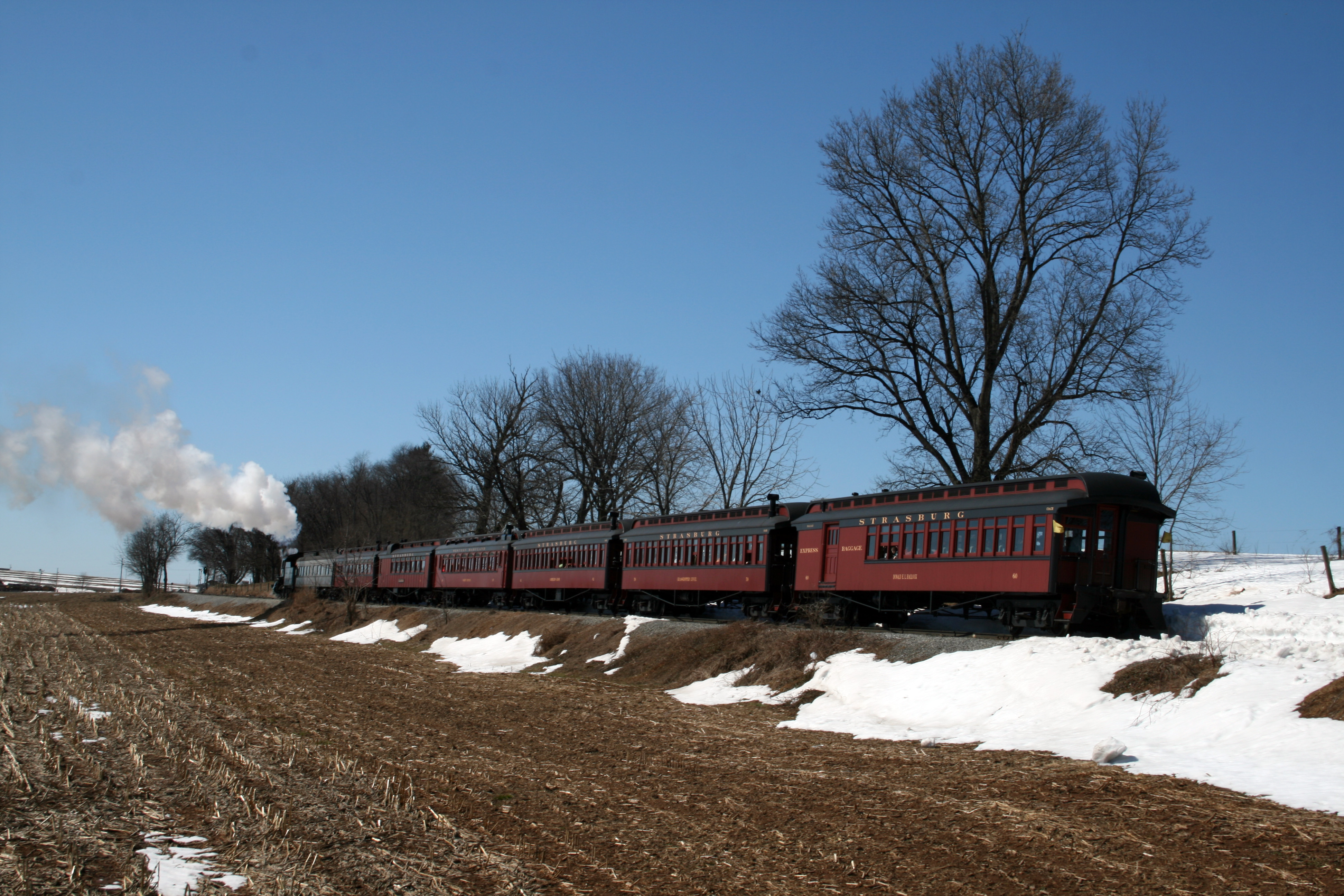
SRC-Zug im Winter
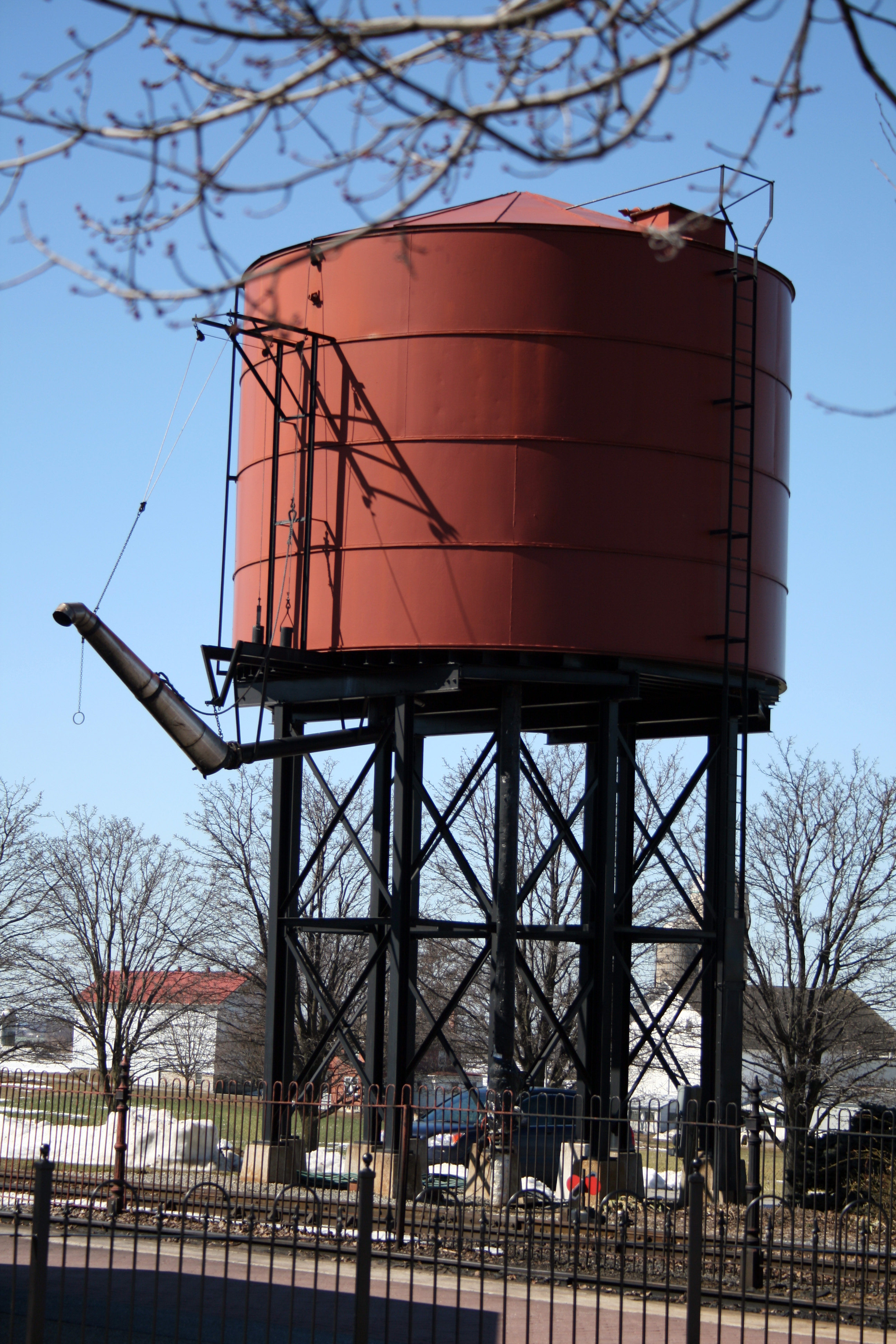
Der Wasserturm in Strasburg
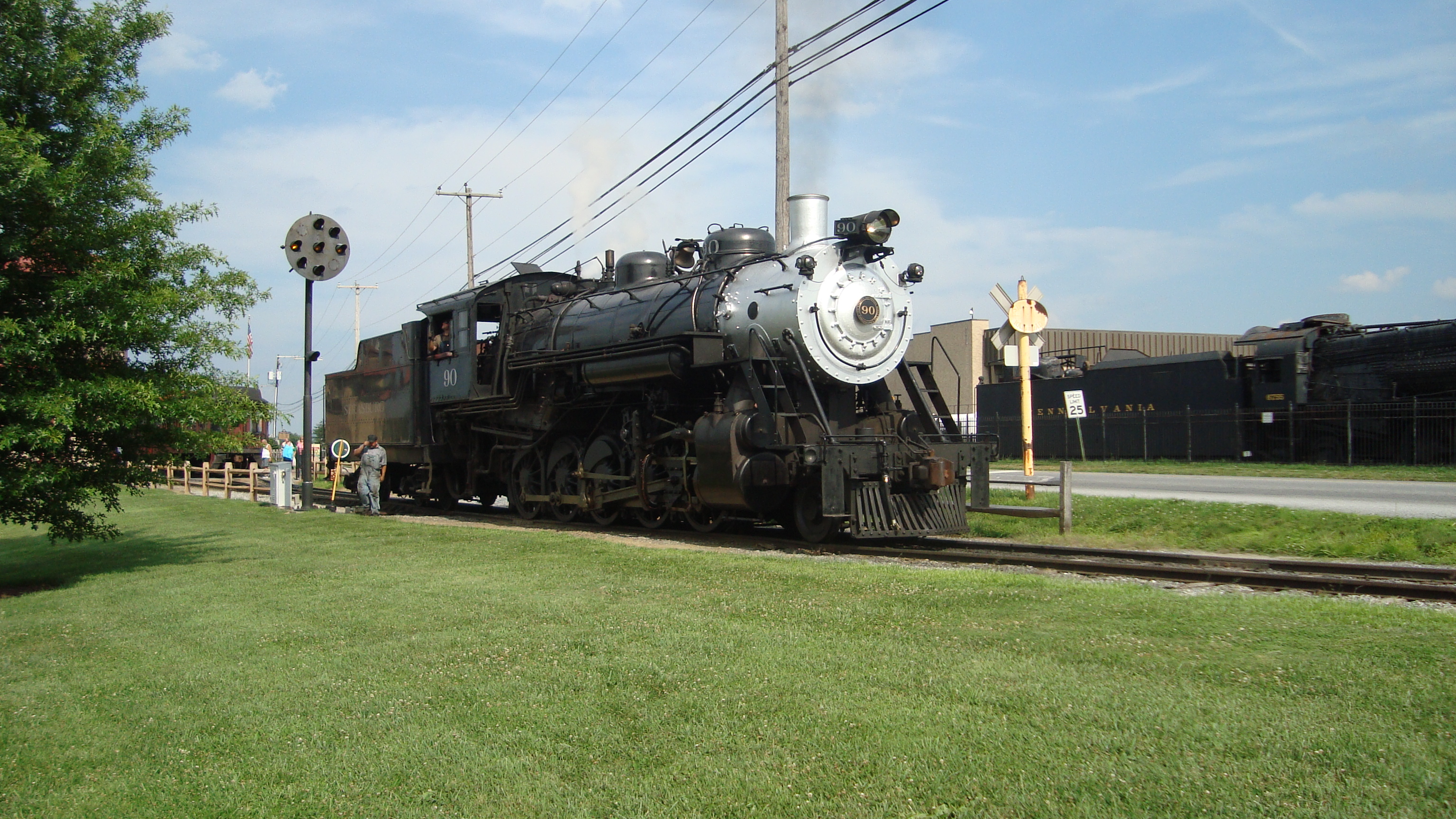
Lok Nr. 90 rangiert neben einem historischen Signal
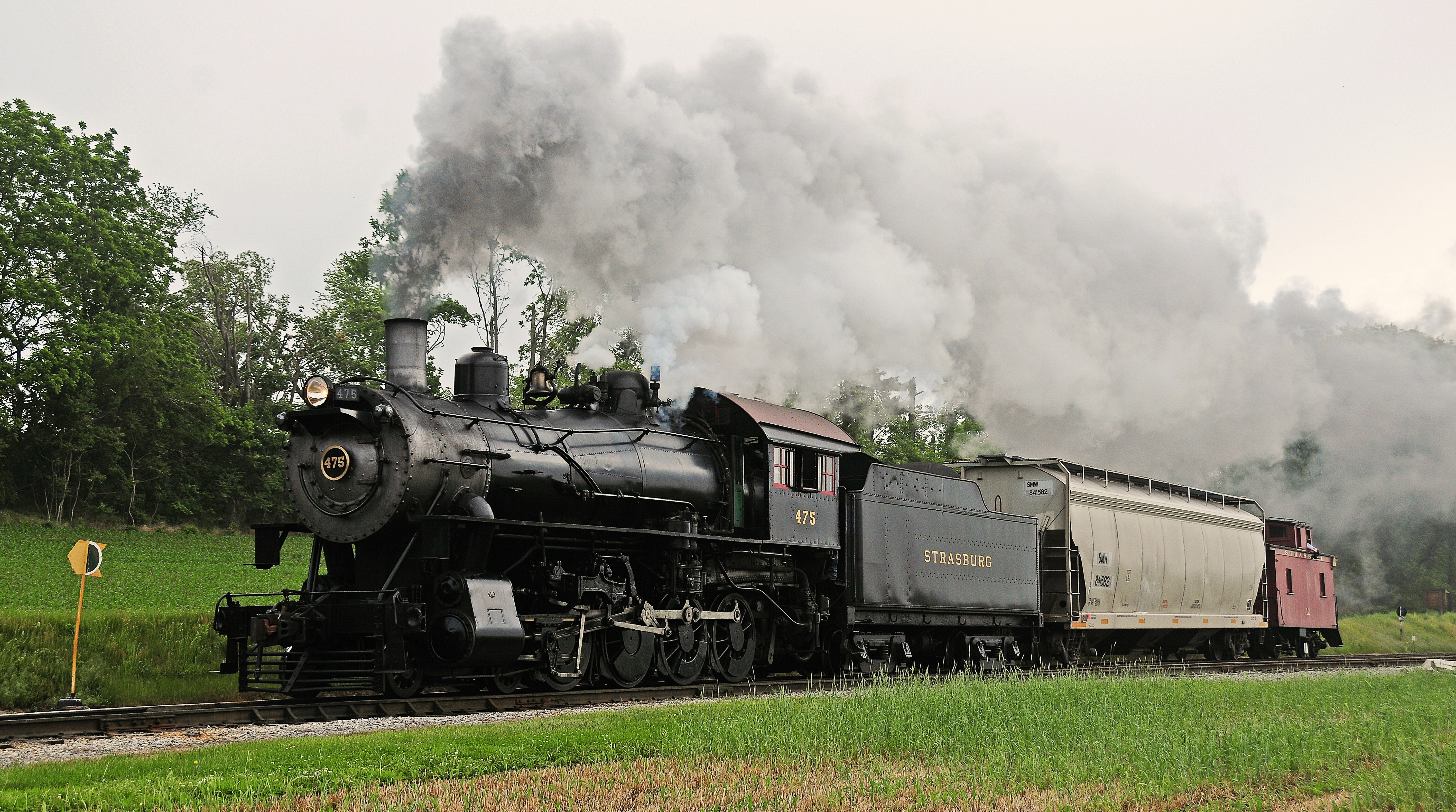
Lok Nr. 475 mit einem Güterzug
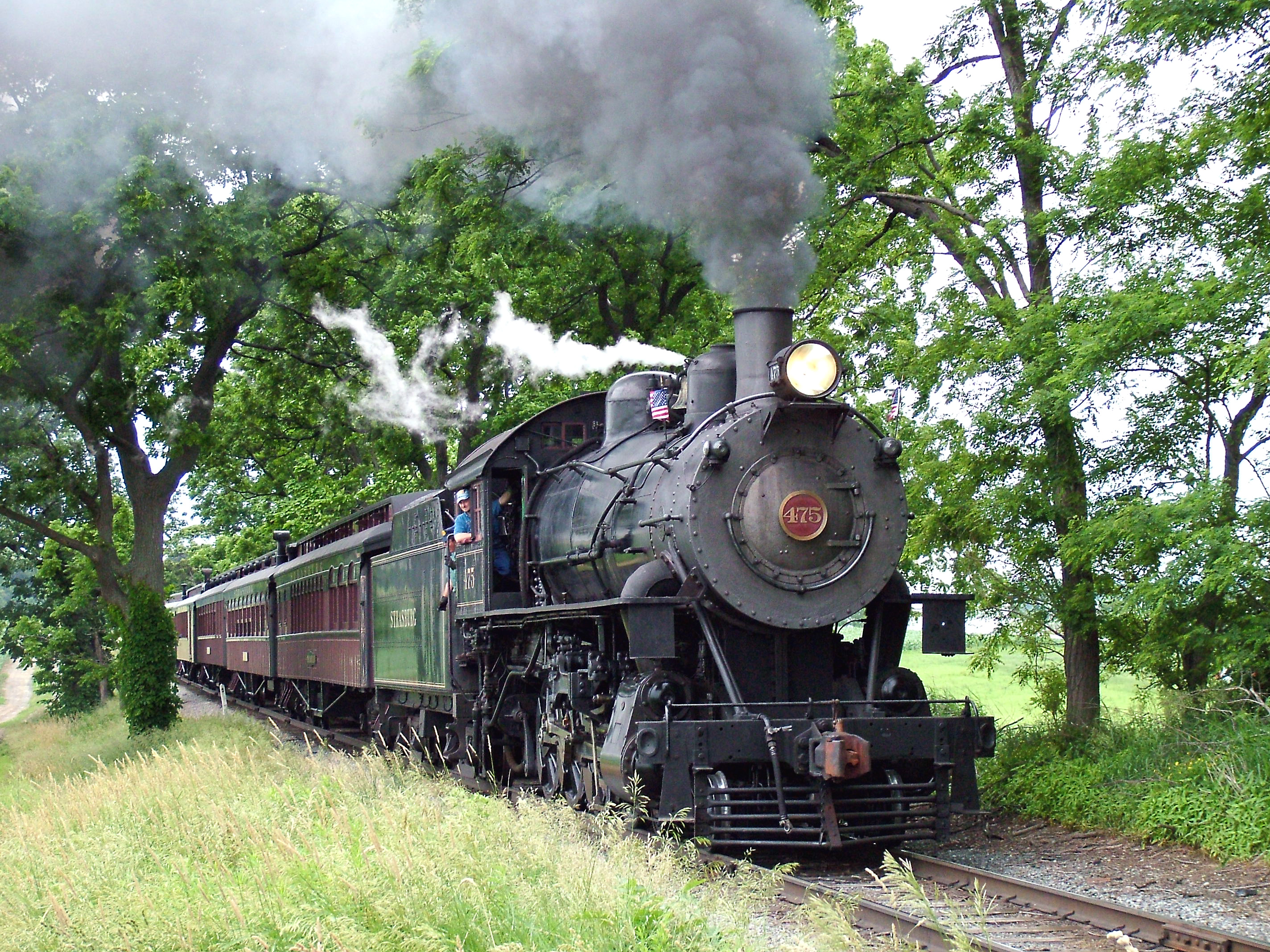
Zug zwischen Strasburg und Leaman Place

## Fahrzeuge aktuell
| Dampflokomotiven  |                        |                             |      |      | |  |
| 1 Thomas          | 0-6-0                  | H.K. Porter Company         | 1917 |      | 1998 erworben und optisch zur Bilderbuchfigur „Thomas the Tank Engine“ umgebaut.                                                                     |  |
| 31                | 0-6-0                  | Baldwin Locomotive Works    | 1908 | 69 t | Ehem. Grand Trunk Railway Nr. 7312, 1960 von der Canadian National Railway erworben, 2009 umfassend umgebaut.                                        |  |
| 89                | 2-6-0 Mogul            | Canadian Locomotive Company | 1910 | 64 t | Ehem. Canadian National Railway, 1972 von der Green Mountain Railroad erworben, wird für kürzere Züge eingesetzt.                                    |  |
| 90                | 2-10-0 Decapod         | Baldwin Locomotive Works    | 1924 | 96 t | Ehem. Great Western Railroad, 1967 erworben, ist die zweite betriebsfähigen Lokomotive dieser Klasse.                                                |  |
| 475               | 4-8-0 M-Klasse         | Baldwin Locomotive Works    | 1906 | 93 t | Ehem. Norfolk and Western Railway, 1991 erworben und umfassend restauriert, wird seit 1993 für schwere Züge eingesetzt.                              |  |
| 972               | 4-6-0 Ten-Wheeler D-10 | Montreal Locomotive Works   | 1912 |      | Ehem. Canadian Pacific Railway, 1995 erworben und 1999 umgebaut.                                                                                     |  |
| 7312              | O-9-a 0-6-0            | Baldwin Locomotive Works    | 1908 |      | Ehem. Canadian National Railway, erworben 1960. |  |
| Dieseltriebwagen  |                        |                             |      |      | |  |
| 10                | B-B                    | Sanders Machine Shop        |      |      | Ehem. Lancaster, Oxford, & Southern Railroad, 1960 von der Grasse River Railroad erworben, 1991 und 1997 restauriert und wieder in Betrieb genommen. |  |
| Diesellokomotiven |                        |                             |      |      | |  |
| 1                 | B                      | Plymouth Locomotive Works   | 1926 | 20 t | 1926 erworben, ist gelegentlich im Einsatz |  |
| 2 Dinkey          | B                      | Plymouth Locomotive Works   | 1930 | 10 t | Ehem. Pennsylvania Water & Power Co. |  |
| 1235              | B-B SW9                | Electro-Motive Diesel       | 1953 |      | Ehem. Atchison, Topeka and Santa Fe Railway, 2019 erworben.                                                                                          |  |
| 8618              | B-B SW8                | Electro-Motive Diesel       | 1952 |      | Ehem. New York Central Railroad, 2009 erworben. |  |
| [ 3 ] [ 4 ]       |                        |                             |      |      | |  |